# Proti prúdu
Proti prúdu (také Prop.sk) je slovenský levicově a nacionálně orientovaný internetový zpravodaj, který se zaměřuje zejména na komentáře k politicko-společenským tématům a monitoring zpravodajství jiných médií. Obsah se skládá z převzatých, přeložených nebo zkrácených článků tiskových agentur, z komentářů k těmto článkům a z diskuzních příspěvků. Podstatnou část stránky tvoří konspirační teorie. Autoři webové stránky nejsou známí. 

## Obsah stránky
Uveřejňovaná témata se soustřeďují na společenské, politické a taky vědecké problémy. Objevují se v nich názory do značné míry ostře kritické vůči police USA, Izraele, Česka a třeba také homosexuálů, liberalizmu, globalizace nebo STV.
Některé příspěvky zpochybňují holokaust případně přesvědčují o existenci sionistického spiknutí s cílem ovládnout svět. Další příspěvky uveřejněné na webové stránce Prop.sk vystupují proti svobodnému trhu a kapitalismu.
Část textů zveřejněných na této webové stránce se staví velmi pozitivně k současnému Rusku nebo k levicovým vládám Alexandra Lukašenka v Bělorusku, případně Huga Cháveze ve Venezuele.
Webová stránka Prop.sk měla blízko ke sdružení, později transformovanému na politickou stranu, Slovenská pospolitosť - národná strana a ke sdružení Nové slobodné Slovensko. Uveřejňovala například pozvánky na akce pořádané těmito organizacemi.

### On-line knihy
Prop.sk uveřejňuje také reklamu nebo celé knihy, například on-line verzi knihy bývalého komunistického poslance slovenského parlamentu Karola Ondriaša „Všeobecné kecy, fakty a nezodpovedané otázky“, která tvrdí, že svět ovládá „koalice globálních investorů“ a jako jediné řešení vidí komunismus.